# Fannyella nodosa
Fannyella nodosa är en korallart som först beskrevs av Molander 1929.  Fannyella nodosa ingår i släktet Fannyella och familjen Primnoidae.
Artens utbredningsområde är Södra Ishavet. Inga underarter finns listade i Catalogue of Life.